# Squad automatic weapon

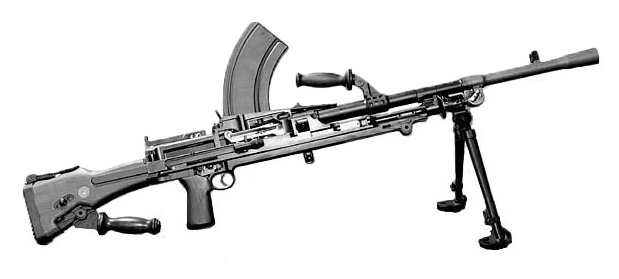
Le Bren est un exemple de squad automatic weapon de la British Army datant de la Seconde Guerre mondiale.

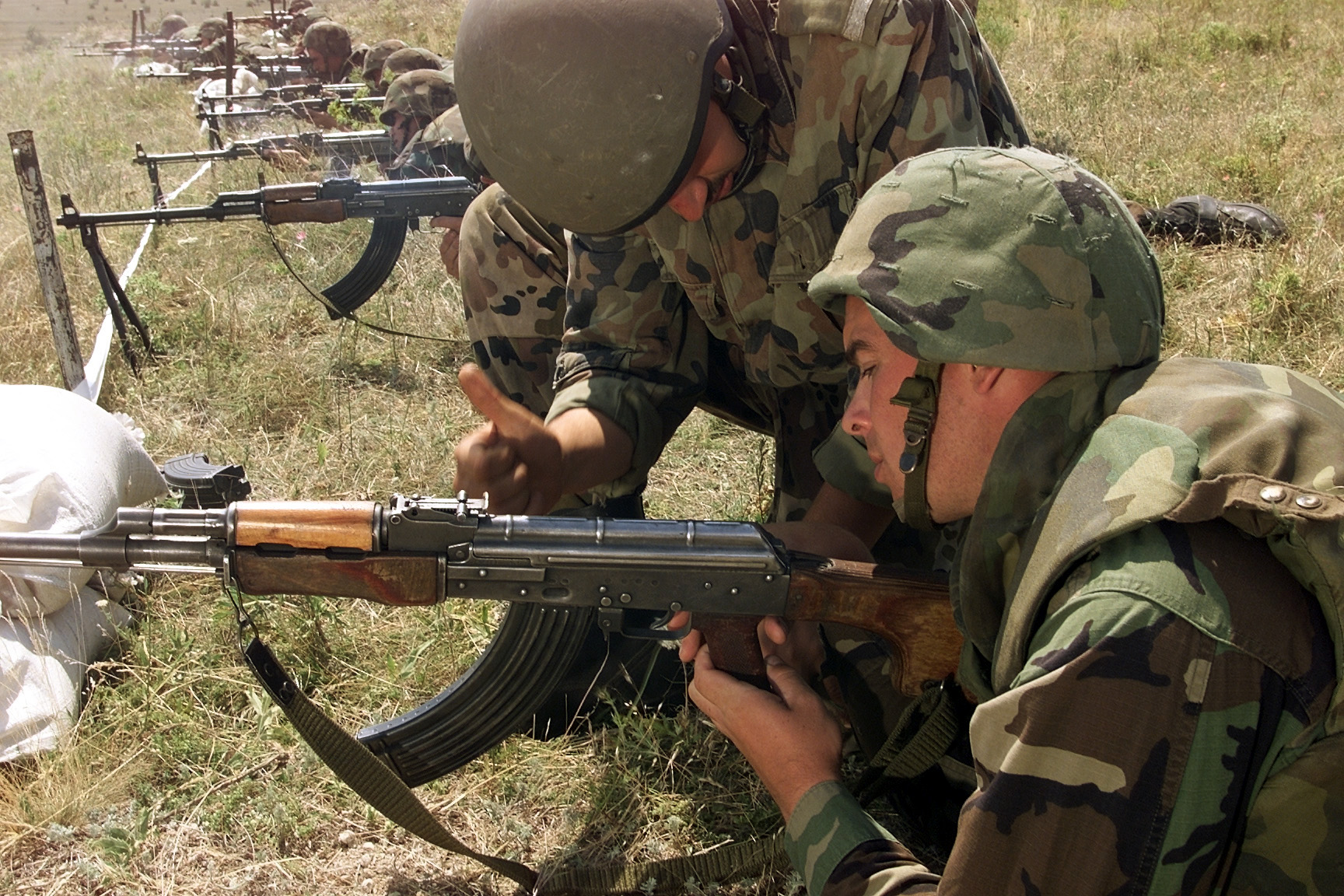
Un soldat des Forces armées roumaines ordonne à un United States Marine Corps de faire un tir de suppression avec une RPK, une variante de l'AKM pour les squad automatic weapon.

Une squad automatic weapon (SAW), également connu sous le nom de section automatic weapon ou light support weapon (LSW) est une arme à feu entièrement automatique utilisée pour donner à l'infanterie, un groupe de combat ou section (militaire), une source portative de puissance de feu entièrement automatique. 
Les armes utilisées dans ce rôle sont souvent des fusils avec un sélecteur de tir, généralement équipés d'un bipied et d'un canon plus lourd pour servir de mitrailleuse légère. Les armes automatiques de l'unité tirent généralement les mêmes cartouches (armes à feu) que les fusils d'assaut ou les fusils de combat portés par les autres membres de l'unité. Cela réduit les besoins logistiques militaire en ne nécessitant qu'un seul type de munitions pour une unité. Les armes automatiques d'escadron sont suffisamment légères pour être utilisées par une seule personne, contrairement aux mitrailleuses lourdes telles que la M2 Browning, qui tirent des cartouches plus puissantes mais nécessitent une arme lourde pour fonctionner à pleine efficacité.

## Aperçu
L'une des premières armes utilisées dans ce rôle a été le fusil-mitrailleur léger Madsen. Bien que limitée dans les termes actuels, le Madsen a été introduit à une époque où le fusil d'infanterie standard était un répétiteur mécanisme à verrou avec des chargeurs fixes rechargés avec des balles simples ; le tir rapide soutenu avec ces armes ne pouvait être maintenu que pendant de très courtes périodes. Le Madsen était capable de tirer de façon entièrement automatique ; malgré la capacité limitée de son chargeur, il était toujours supérieur à celui du fusil d'infanterie et il était du type à changement rapide grâce à son magasin (arme). Bien qu'il ait plus de 100 ans, le Madsen est toujours utilisé de manière limitée aujourd'hui. Les mitrailleuses standard de cette époque étaient du type de la mitrailleuse Maxim. Utilisées par les Britanniques, les Allemands et les Russes, ces armes étaient encombrantes, lourdes, à base de trépied et refroidies à l'eau. Elles nécessitaient une équipe de quatre hommes et, bien qu'excellentes pour la défense, elles n'étaient pas adaptées à la guerre de manœuvre.
Une autre arme pionnière dans ce rôle était le Browning BAR M1918 (BAR). Introduit à la fin de la Première Guerre mondiale, il est resté en service de première ligne jusqu'à la Guerre du Vietnam. Conçu à l'origine comme un fusil automatique capable d'effectuer des tirs de suppression walking fire à l'avance, le BAR a fini par être utilisé comme mitrailleuse légère. Pendant la Seconde Guerre mondiale, alors que l'importance d'avoir une source de tir automatique mobile augmentait, le nombre de BAR dans une unité augmentait également, jusqu'à ce que dans certaines unités, il représente 1 sur 4 des armes présentes dans un peloton. Au cours de son long service dans l'armée américaine, il a joué un rôle essentiel dans l'évolution des tactiques et de la doctrine américaine fireteam, qui se poursuit encore aujourd'hui.
Les armes automatiques modernes des escouades (telles que le RPK et le L86) sont des fusils d'assaut ou des fusils de combat modifiés (par exemple FN FAL 50. 41 et le fusil M14) qui peuvent avoir une capacité de munitions accrue, des canons plus lourds pour résister à des tirs continus et qui auront presque toujours un bipied. Dans le cas de certains fusils d'assaut, tels que le H&K G36 ou Steyr AUG, le SAW est simplement le fusil standard dont quelques pièces ont été remplacées. Cependant, l'armée autrichienne, bien que produisant le fusil Steyr AUG, ne produit pas la variante HBAR (canon lourd). À la place, le MG74 de calibre 7,62 mm, un dérivé du MG 42 allemand de l'époque de la Seconde Guerre mondiale, est produit.
Les mitrailleuses légères, qu'elles soient alimentées par la ceinture ou par le chargeur, peuvent être utilisées comme armes automatiques de peloton, tout comme les mitrailleuses à usage général ; par exemple, pendant la majeure partie de la période de la Guerre froide, l'arme automatique de peloton standard dans l'armée britannique était le L7 dérivé du FN MAG. Les armes automatiques d'escouade les plus courantes utilisées aujourd'hui sont dérivées de deux modèles de base : la RPK basée sur la Kalachnikov ou la FN Minimi conçue à cet effet.

### Belgique
- FN Minimi
- FN SCAR

### Chine
- QBB-95
- QJY-88

### Allemagne
Le plan initial de l'Allemagne de l'Ouest à la fin des années 1980 était d'adopter le nouveau fusil d'assaut de 5,56 mm HK G41 (une variante du HK33) pour remplacer le fusil d'assaut de 7,62 mm Heckler & Koch G3 et la carabine HK G11 de 4,7 mm pour remplacer les pistolets-mitrailleurs IMI MP2 Uzi de 9 mm et Heckler & Koch MP5. La fin de la Guerre froide et la Réunification allemande ont forcé l'Allemagne à adopter une alternative bon marché. La famille G36 a été créée à partir d'un prototype rechambré pour tirer la cartouche de 5,56 mm de l'OTAN. Elle est composée d'un fusil d'assaut (G36), d'une mitrailleuse légère (MG36), d'une carabine d'assaut (G36K) et d'un PDW (G36C).
- Heckler & Koch G36
- HK416
- HK417

### Italie
Dans les années 1980, l'armée italienne a envisagé l'idée d'adopter un fusil automatique 5,56 mm à canon lourd alimenté par un magasin. Il devait accompagner le fusil d'assaut de 5,56 mm Beretta AR 70/90 et compléter la mitrailleuse à usage général de 7,62 mm MG3. Une nouvelle réflexion sur le concept a conduit à l'adoption du FN Minimi alimenté par la ceinture à la place.

### Pays-Bas
Le Corps des Marines néerlandais est la seule composante de l'armée néerlandaise à utiliser le LOAWNLD (une version mise à jour des armes légères de soutien Colt Canada) comme arme automatique de leur escouade. Toutes les autres branches utilisent le FN Minimi pour ce rôle.

### Union soviétique / Fédération de Russie
Le concept d'arme de soutien russe a été conçu pour fournir une cartouche standard qui pourrait être utilisée par le fusil à chargeur (SKS), le fusil d'assaut à chargeur (AK-47) et la mitrailleuse légère à chargement par la ceinture (RPD). Le SKS et le RPD ont été abandonnés car ils étaient moins efficaces que prévu. La RPK, avec son chargeur et ses pièces communes avec l'AK-47 de base, était plus efficace. Elle a remplacé la RPD dès que les techniques de fabrication ont permis sa production en série.
- Kalachnikov RPK
- Kalachnikov RPKS
- Kalachnikov RPK-74
- Kalachnikov RPK-74M/RPK-201/RPK-203
- Kalachnikov RPK-16 : L'arme automatique RPK-16 est une nouvelle arme d'appui légère qui devrait reprendre le rôle de son prédécesseur, le Kalachnikov RPK-74, dans les forces armées russes[réf. nécessaire].

### Royaume-Uni
Le programme SA80 a été conçu pour créer une famille d'armes d'assaut légères ayant des pièces communes, pouvant utiliser les mêmes munitions et les mêmes chargeurs, et remplaçant la collection de mitraillettes, fusils et mitraillettes légères de l'armée britannique. Conçus à l'origine autour d'une cartouche expérimentale plus légère de 4,85 mm, ils ont été contraints de revoir la conception de l'arme pour prendre la cartouche de 5,56 mm de l'OTAN. Le L85 IW (Individual Weapon) était la version fusil et a été conçu pour remplacer le 9 mm L2 Sterling SMG et le 7,62 mm L1A1 SLR Rifle. Le L86 LSW (Light Support Weapon) était la version fusil automatique et était destiné à remplacer le fusil L4 Bren et à compléter la mitrailleuse polyvalente FN MAG, en la remplaçant au niveau de la section. Des problèmes de dentition, des pièces de mauvaise qualité, une conception ergonomique médiocre et une incapacité à être manié par un gaucher rendaient la suite SA80 impopulaire. Le L86 alimenté par le magasin s'est avéré ne pas être aussi capable de soutenir le feu qu'un système alimenté par la ceinture, il a donc été initialement complété par le L110A1 FN Minimi, puis remplacé par celui-ci. Le rôle du L86 a ensuite été modifié pour devenir celui d'un fusil de tireur d'élite.

### États-Unis
Dans l'usage américain, la M249 light machine gun est communément appelée Squad Automatic Weapon (SAW),.
Dans les années 1970, les États-Unis ont commencé à se rendre compte qu'ils pourraient avoir à combattre dans les déserts et les montagnes du Moyen-Orient ou du Proche-Orient plutôt que dans les jungles d'Asie ou les forêts d'Europe et d'Eurasie. Le programme Squad Automatic Weapon a été conçu pour créer une arme intermédiaire entre le fusil M16 et la mitrailleuse M60. Elle devrait tirer des munitions traçantes jusqu'à une portée visible de 800 mètres ou plus, être capable de tirer des tirs soutenus précis à grand volume et être plus légère et plus fiable que le M60. Au départ, les prétendants étaient construits autour d'une nouvelle cartouche intermédiaire mais les problèmes d'approbation d'une nouvelle troisième cartouche standard de l'OTAN soutenue par les Américains ont forcé son abandon. Le programme a alors choisi entre les armes du groupe de contrôle : le FN Minimi. (XM249) et HK23 (XM262) chambré pour le canon SS109 amélioré de 5,56 mm. Le FN Minimi a été adopté comme le M249 parce qu'il pouvait tirer à partir de chargeurs depuis un port de chargeur intégré plutôt que de nécessiter un échange de pièces sur le terrain comme le HK23.
Le programme Infantry Automatic Rifle a été lancé par le United States Marine Corps en 2005. Sa tâche consistait à trouver un remplacement la M249 SAW , lourd et encombrant, qui servait à l'époque de Squad Automatic weapon dans une fireteam. Deux des armes en compétition étaient le FN SCAR HAMR et un HK416 légèrement modifié. L'arme choisie pour remplacer le M249 était le HK416 modifié, appelé plus tard le M27 IAR. La M249 SAW est toujours utilisé comme squad automatic weapon par l'US Army.
- M249
- M27 IAR : En 2019 US Army a lancé un programme visant à trouver un remplacement pour le M249 SAW tirant 5,56 × 45 mm Otan. Il y a trois concurrents :
  - Sig Sauer MG-6.8 avec 6.8 Sig hybride
  - General Dynamics RM277 avec un plymère de .277 TVCM fabriqué par True Velocity
  - AAI et Textron AR avec un boîtier télescopique de 6,8 mm fabriqué par Olin Winchester.